# Pont del Dimoni
|  | No s'ha de confondre amb Pont del Diable. |

El Pont del Dimoni és un pont sobre el riu Güell a l'alçada de Santa Eugènia de Ter (Girona). El pont fou construït l'any 1357 i unia la ciutat de Girona, amb el poble de Santa Eugènia de Ter. Les obres de desviació i canalització del riu Güell van causar que el pont es desmuntés el 1968 amb la intenció de reconstruir-lo en un altre lloc. L'any 2014, i després de molta demanda veïnal i la força de l'AVV de Santa Eugènia, es va aprovar un projecte de reconstrucció amb les pedres que encara es conserven, menys la número 111 situada al hall de la parròquia de Santa Eugènia de Ter. El 28 de març de 2018 varen començar les obres, per l'arquitecte Ramon Ripoll i Masferrer, i el 29 de març de 2019 es va reinaugurar. Amb una celebració presidida pel Dimoni i la Nimfa de la colla gegantera de Santa Eugènia de Ter.

## Orígens
El pont, d'estil gòtic, va ser construït el 1357 pel mestre d'obres Guillem Granollers, de Montfullà, a instància dels jurats de Girona i Pere Costa, conseller del Rei. El pont fou construït després que un aiguat s'emportés un pont anterior. Per tal de poder afrontar les despeses, els jurats acordaren cobrar el dret de barra o de pas. És probable que fos reparat posteriorment a causa de les inundacions que ha patit la ciutat de Girona.
El pont era d'estil gòtic i la mida permetia passar-hi un carro. El pont estava sostingut per una sola arcada amb dos arcs de carreus ben tallats, tot i que l'obra restant era de pedra i morter. Una cornisa de pedra picada arrodonida servia de suport a les baranes.

## La fi del pont
El pont es va veure afectat per la transformació de Girona al s. XX. A escassos metres del pont el riu era creuat per un pont de ferro de la línia Olot-Girona, que es va clausurar el 1969. Tots dos ponts van desaparèixer a causa de les obres de desviació i canalització del riu Güell. En la memòria d'aquest projecte, l'enginyer Agustí Palau Baquero indicava que el pont seria traslladat al riu Galligants, a la part antiga de la ciutat pel seu valor arqueològic. Les pedres del pont foren numerades i el pont del Dimoni va ser desmuntat peça a peça el 1968 amb la intenció de reconstruir-lo en algun altre lloc de la ciutat. Abans del seu enderrocament, l'ajuntament de Monells també se'n va interessar per instal·lar-lo sobre el riu Rissec. Finalment el pont no fou traslladat al riu Galligants sinó que les 140 pedres numerades es van dipositar en un solar municipal. Més tard, les pedres es van traslladar al cementiri de Santa Eugènia i, finalment, a uns magatzems municipals de Mas Xirgu.

## Projecte de recuperació
A finals de la dècada dels setanta, els veïns del barri de Santa Eugènia, municipi ja annexat al de Girona, en van demanar la recuperació. L'any 1981 l'Ajuntament de Girona assumia per primer cop el compromís de recuperar el pont.
L'any 2014 es va aprovar el projecte de reconstrucció, de l'arquitecte Ramon Ripoll, s'aprofitaran unes 100 pedres originals per fer un 75% dels arcs. El nou emplaçament per al pont és proper a l'antiga ubicació del pont.
El 26 de març de 2018 començaren les obres de reconstrucció, finalitzant les obres el 28 de març de 2019.